# Russula virescens

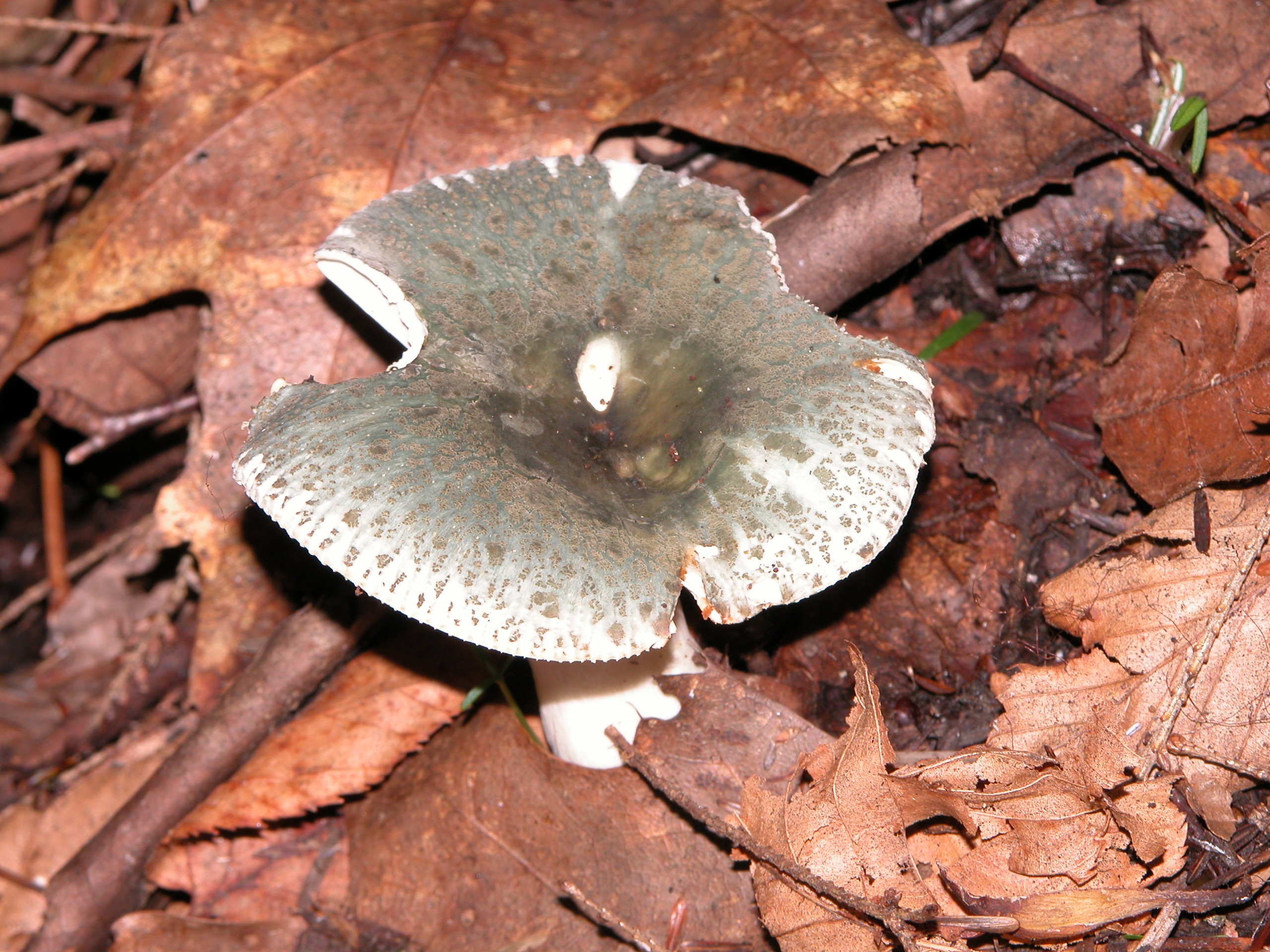
Russula virescens

Russula virescens (Schaeff.) Fr., Anteckn. Sver. Ätl. Svamp.: 50 (1836).
La Russula virescens è considerata la migliore tra le russule commestibili. È facilmente riconoscibile per la cuticola fortemente areolata, quasi unica nel genere e per il colore verde-azzurro della stessa.

## Descrizione della specie
Cappello 
5–15 cm di diametro, compatto e carnoso, prima globoso, con margine aderente al gambo, poi convesso e infine spianato, leggermente depresso al centro, spesso più o meno trapezoidale e con delle screpolature
cuticolaasciutta, opaca, separabile dal cappello solo lungo il margine, quasi sempre rotta in screpolature o areole poligonali, di colore verde-azzurrognolo o verde-oliva, colorazione che in qualche esemplare giovane può mancare
margineondulato e liscio.
 Lamelle 
Fitte, fragili, scarsamente aderenti al gambo, forcate al margine, prima biancastre, poi crema pallido, spesso con iridescenze e macchie brunastre, anastomosate (raccordate tra loro da venature).
 Gambo 
6-10 × 2–4 cm, in proporzione più corto del cappello, pressoché cilindrico, attenuato alla base, robusto e compatto, prima pieno poi spugnoso e cavernoso; superficie bianca, talvolta macchiata qua e là da sfumature color nocciola, un po' rugosa, forforacea nella parte alta.
 Carne 
Soda, fragile, bianca. Frequentemente preda di larve, specialmente nel periodo estivo.
- Odore: poco percettibile e lievemente fruttato negli esemplari giovani, leggermente sgradevole (come di "pesce") negli esemplari essiccati (che sono ugualmente commestibili).
- Sapore: mite, dolce ed aromatico, come di nocciola.

 Spore 
6-9 × 5-7 µm, ellissoidali o subsferiche, bianco crema in massa, verrucose, amiloidi.

## Reazioni chimiche
- FeSO4: reazione rosato.
- Guaiaco: lentamente positivo.
- Anilina: negativa sulle lamelle.

## Habitat
Fungo simbionte, cresce in estate-autunno, solitario o in gruppi, soprattutto boschi di latifoglie, spesso anche fra l'erba ai margini del bosco, di rado nei boschi di conifere.

## Commestibilità
Eccellente, sia crudo che cotto.

A detta di molti è uno dei funghi più buoni in assoluto e la migliore delle russule.
Curiositàè uno dei pochi funghi al mondo che è possibile consumare crudo senza correre rischi di sorta, unitamente alla Fistulina hepatica ed all'Amanita caesarea.

## Specie simili
- Alcune specie congeneri, come ad esempio la Russula cutifracta var. pelterei (o Russula cyanoxantha var. pelterei) Cooke (commestibile), la cui cuticola si frattura spontaneamente, che oltre a verde e olivastra può essere anche violacea.
- Piuttosto pericolosa la possibile confusione con alcune forme della Russula olivacea che notoriamente è un fungo molto polimorfo: infatti chi ha l'abitudine di consumare la virescens cruda, rischia di avvelenarsi seriamente.
- Amanita phalloides (mortale) per via del suo colore verdino e poiché spesso un'Amanita viene raccolta dagli inesperti troncandone di netto la volva, ossia eliminando il più evidente carattere distintivo tra un'Amanita e una Russula.

## Etimologia
Dal latino virescens = verdeggiante, per il suo colore.

## Nomi comuni
- Colombina verde, Rovella verde, Verdone
- Rossella verde (toscana - aretino)
- Bietta verde (Umbria)
- "cafone" (Vico del Gargano)
- Baluta (Bagno di Romagna e Verghereto)

## Sinonimi e binomi obsoleti
- Agaricus virescens Schaeff., Fungorum qui in Bavaria et Palatinatu circa Ratisbonam nascuntur 4: 40 (1774).